# Antonia Bertschinger
Antonia Bertschinger (* 31. Januar 1973 in Zürich) ist eine Schweizer Autorin und Menschenrechtsaktivistin.

## Werdegang
Bertschinger studierte von 1993 bis 1999 an der Universität Basel und an der Freien Universität Berlin Philosophie, englische Literaturwissenschaft und Kirchengeschichte. 2003 wurde sie an der Universität Basel mit einer Arbeit über die Philosophie der Junghegelianer promoviert. Im Anschluss an das Doktorat arbeitete sie für das Eidgenössische Departement für Auswärtige Angelegenheiten (EDA), zunächst in Bern und 2005 bis 2007 auf der Schweizer Botschaft in Teheran. Dort war Bertschinger für die Berichterstattung über Menschenrechte im Rahmen des Menschenrechtsdialoges Schweiz-Iran zuständig.
Nach ihrer Rückkehr in die Schweiz schrieb Antonia Bertschinger zusammen mit Werner van Gent ein Buch über Iran, in dem sie nach eigenen Angaben «die schönen Seiten Irans» zeigen wollte. Iran ist anders erschien 2010 im Rotpunktverlag. Parallel dazu publizierte Bertschinger als freie Journalistin Artikel über die Themen Iran und Menschenrechte und engagierte sich bei der Menschenrechtsgruppe „augenauf“.
2011 bis 2013 war Bertschinger Leiterin des Programmes «Bildung und Jugend» bei der Schweizer Sektion von Amnesty International. Zudem engagierte sie sich bei Amnesty Schweiz ehrenamtlich als Länderexpertin für Iran.
2016 erwarb Bertschinger einen Mastertitel im Fach «War in the Modern World» am Department of War Studies des King’s College London. Ihre Masterarbeit untersucht die Frage, ob bewaffnete sogenannte humanitäre Interventionen die Situation im Zielland wirklich nachhaltig verbessern können.
2017 zog Antonia Bertschinger mit ihrem Lebenspartner nach Cambridge/UK. Dort engagierte sie sich bei der lokalen Gruppe von Amnesty International und schrieb einen historischen Roman über Graubünden: «Der Bergünerstein». Der erste Band der auf drei Bände angelegten Reihe («Der Krieg») erschien im Sommer 2019. Er behandelt die Ereignisse im Vorfeld der Bündner Wirren auf der Ebene der Gemeinde Bergün und parallel dazu die Geschichte einer jungen Frau, die als Verdingkind Opfer von sexuellem Missbrauch wird. Auch der 1603 erfolgte erste Versuch, eine Strasse durch den Bergünerstein zu bauen, wird dargestellt. Der Roman basiert auf ausführlichen historischen Recherchen, deren Resultate Bertschinger auf einer begleitenden Website veröffentlicht hat.
Im Oktober 2018 wurde Bertschinger in den Genossenschaftsrat des Online-Magazins Republik gewählt.

## Publikationen (Auswahl)
- Bergünerstein: I. Der Krieg. Roman, Basel 2019.
- Humanitarian Intervention: An Inviable Concept. Masterarbeit am King’s College, London 2016.
- Traumatisierte Asylsuchende: abhängig vom Glück. In: WOZ Die Wochenzeitung. 9. Mai 2013.
- Die Verlockung der totalen Überwachung. In: Neuland. Nr. 8, 2012.
- mit Werner van Gent: Iran ist anders. Hinter den Kulissen des Gottesstaates. Zürich 2010, ISBN 978-3-85869-703-5.
- Feldzug gegen die iranische Reformpresse. Anhaltende Gängelung regimekritischer Journalisten. In: NZZ. 7. Juni 2010 (archiviert auf Pressreader).
- Vom Himmel auf die Erde. Die Erneuerung der Philosophie durch die Junghegelianer. Dissertation, Basel 2003 (unveröffentlicht; PDF; 734 kB).